# Lupi di Kirov
I lupi di Kirov erano una popolazione di lupi grigi antropofagi attivi dal 1944 al 1954 in nove rajon dell'Oblast' di Kirov nella RSFS Russa. I lupi furono responsabili della morte di 22 giovani, dai 3 ai 17 anni. Gli attacchi avvenivano tra aprile e dicembre, e coincidevano con la stagione delle cucciolate. Alcuni studiosi ipotizzavano che l'inusuale comportamento di questi lupi fu frutto del periodo della grande guerra patriottica durante la quale furono reclutati al fronte numerosi cacciatori, per cui si erano ridotte sia le prede naturali dei lupi che il bestiame. Durante la guerra, furono segnalati nelle foreste circostanti, circa 200 branchi di lupi. Alcuni esemplari si erano infiltrati nelle zone urbane, a volte dormendo all'aperto nei giardini pubblici senza dare segno di timore verso gli umani. 

## Cronologia degli attacchi

### Anni 1944 e 1945
Il primo attacco accadde nel settembre 1944 presso il villaggio di Burakovskij, ma la vittima, una bambina di 18 mesi, venne salvata dai genitori. Qualche giorno dopo, una coppia di lupi venne interrotta mentre attaccava una bambina in un pascolo nella località di Mendeleevskij. La prima fatalità avvenne il 21 settembre 1944, nel villaggio di Golodaevščina: la tredicenne Valentina Starikova fu trascinata via da un lupo mentre passeggiava lungo un fiume. Qualche ora dopo, dopo una ricerca effettuata da alcuni abitanti del villaggio scoprirono una sua gamba. Dopo questo evento, i lupi cominciarono sistematicamente ad attaccare gli umani. Il 6 novembre 1944, dei lupi uccisero una bambina di otto anni in pieno giorno nel kolkhoz di Alexandrovsk, mentre due giorni dopo venne uccisa, da nove lupi, la quattordicenne Tamara Musinova. Undici giorni dopo, fu uccisa la sedicenne Maria Polakova, mentre usciva da un sentiero presso il villaggio di Ramenskij.
Gli attacchi ricominciarono nella primavera del 1945. Il primo venne nuovamente segnalato nel villaggio di Golodaevščina: la diciassettenne Maria Berdnikova fu afferrata da un lupo in un pascolo e trascinata per 200 metri prima di essere salvata. Il primo maggio 1945, nel villaggio di Mamaevščina, un bambino di sette anni, Volodya Gorev fu afferrato per la gola e trascinato in un bosco prima di essere salvato, sopravvivendo all'attacco grazie alla sua folta sciarpa. In seguito, nel villaggio di Širiaevo, nei pressi della località di Vasilkovskij, fu trascinata via una bambina di cinque anni, Pimma Molčanova. Gli abitanti del villaggio scoprirono successivamente il suo cadavere; la bimba aveva lacerazioni alla gola e alla gamba, a soli 500 metri da dove era stata afferrata.

### Dal 1946 al 1951
Dal 1946 al 1951, gli attacchi da parte dei lupi aumentarono nei distretti di Darovskij, Lebiažskij, Sovietskij, Nolinskij, Khalturinskij ed Oričevskij. Nel 1946, nella località di Kirov i cacciatori abbatterono circa 560 lupi un numero considerato insolitamente elevato. 
Nell'estate del 1947, i lupi apparvero nell'insediamento di Rusanovo, uccidendo due bambine. Presso il villaggio di Černadievo, una coppia di lupi assalì la giovane Anna Mikheeva mentre trebbiava con la madre in un campo. Fu trascinata in dei cespugli fitti, e il suo cadavere fu trovato con la gola lacerata e l'addome parzialmente consumato. Gli attacchi in Rusanovo cessarono quando intervenne una speciale brigata di cacciatori.  Un anno dopo, nel distretto di Nolinskij, una bambina di otto anni, Svetlana Tueva fu afferrata da cinque lupi e trasportata in un bosco mentre usciva da scuola con le compagne. Una ricerca nella zona risultò nella scoperta della sua giacca. Nel 1948, durante l'estate, vennero uccisi ben nove bambini. Nei successivi tre anni, i cacciatori di Kirov, assistiti da cacciatori provenienti da Mosca, riuscirono ad abbattere 1.520 lupi, un incarico reso difficile dalla quasi totale mancanza di trasporto disponibile nelle zone rurali del dopoguerra. Nell'estate del 1950, nel distretto di Lebiažskij, furono uccisi tre bambine e un bambino. 

#### Attacchi nella stazione di Suna
Nel dicembre del 1947, un grosso lupo maschio si insediò nei pressi della stazione ferroviaria di Suna, vagando per i villaggi circostanti ed uccidendo cani ed aggredendo persone. Prima di essere abbattuto, il lupo ferì tredici persone e uccise sia una donna che un adolescente. Il lupo era lungo 138 cm, molto emaciato; nel suo stomaco fu trovato un involto di capelli umani.

#### Attacchi in Oričevskij
Nel 1951, il distretto di Oričevskij rimase l'unico rajon ancora seriamente minacciato dai lupi dopo le campagne di sterminio attuate dai cacciatori. Nell'aprile del 1951 venne uccisa, nei pressi di un fiume, una bambina di dieci anni, mentre un gruppo di lupi assalì alcuni bambini che raccoglievano funghi nei boschi circostanti. Nell'estate del 1952, furono ricoverate due bambine sopravvissute a un'aggressione nel villaggio di Vturino. Contemporaneamente, fu ucciso un bambino e aggredita una bambina nel villaggio di Košelij. Nel 17 agosto 1952 , il pastore tredicenne, Akexander Vediakin, fu salvato da un gruppo di lupi presso il villaggio di Grebenščikij. Nell'agosto del 1952, un bambino dodicenne fu salvato dall'attacco di una lupa con tre cuccioli ormai cresciuti. Nella primavera del 1953, fu assalita una bambina mentre passeggiava nel bosco in compagnia di sua nonna. Verso la fine di maggio del 1953, i cacciatori posero fine alle aggressioni con l'abbattimento di una vecchia lupa quasi sdentata nei pressi di Vturino.

#### Ultimi attacchi
A mezzogiorno del 17 giugno 1953, nel villaggio di Sergeici, il dodicenne Saša Gračev riuscì a districarsi dalle fauci di un lupo per poi fuggire verso casa. Questo fu l'ultimo attacco nell'Oblast' di Kirov attribuibile a un lupo sano, mentre nel 1954, nel distretto di Uržumiskij vennero segnalati tre attacchi da parte di un lupo infettato di rabbia.